# 361690 Laurelanmaurer
361690 Laurelanmaurer è un asteroide della fascia principale. Scoperto nel 2007, presenta un'orbita caratterizzata da un semiasse maggiore pari a 2,3376652 UA e da un'eccentricità di 0,2278057, inclinata di 3,17494° rispetto all'eclittica.